# Shawn Bradley
Shawn Paul Bradley (Landstuhl, 1972. március 22. –) amerikai kosárlabdázó, aki a Philadelphia 76ers, a New Jersey Nets és a Dallas Mavericks csapatokban játszott 1993–2005 között az NBA-ben, visszavonulása előtt. Bár az NSZK-ban született, Utah államban nőtt fel, Castle Dale-ben. Kettős állampolgár. 229 cm magas center.

## Profi karrierje
Shawn Bradley az NBA-be a Brigham Young Főiskoláról került be. Az 1993-as drafton másodikként választották ki. Első évében a Philadelphia 76ers-nél kitűnt blokkolási tehetségével. Bradley nagyon vékony volt, és nem nagyon volt agresszív, ha támadni kellett. Átlag 4 személyi hibája volt. A dallasi évek alatt előjött a térdproblémája. 2005 óta nem aktív játékos.

### Nemzetközi karrier
Bradley és dallasi társa, Dirk Nowitzki mindketten tagjai voltak a német férfi kosárlabda-válogatottnak, és a 2001-es Európa-bajnokságon a negyedik helyen végeztek Németország csapatával. Hogy részt vehessen a tornán, a német ősökre való hivatkozással szerzett német állampolgárságot.

### Későbbi szakmai élete
Visszavonult játékosként egy utahi iskolában edzősködik.

## Magánélete
2006-ban neki és Annette nevű feleségének 6 gyermeke (4 lánya és 2 fia) volt: Cheyenne, Ciera, Chelsea és Charity és a fiai: Chance és Chase. Bradley szereti a baseballt, a vízisít, a lovaglást és a country-zenét. Bradley a mormon egyház tevékeny tagja. 19 évesen 2 évre Ausztráliába ment szolgálni. Nagyon adakozó is. 2021-ben lebénult, mikor elütötték biciklizés közben.

## TV-s szereplései
Bradley-nek volt egy mellékszerepe a Space Jam című filmben (1996). Ezen felül önmagát alakította a Walker, a texasi kopó egyik részében is.